# 社群意識
社群意識（英語：sense of community）是社會心理學的一種（更確切的說，是社區心理學的一種），主要關注焦點在於社群的經驗，而不是社群的結構、形態、場域定位（setting），或者其他外在的特徵。社會學家、社會心理學家、人類學者及其他學者等對於社群作了許多學術研究，提供理論架構去解釋社群的形成跟發展，但心理學家嘗試從個人知覺、理解、態度以及感覺等微觀面向切入研究社群，企圖從社群以及居民間的交互關係中獲得完整的、多方面的社群經驗。
心理學家西摩·賽爾森在1974年指出，心理學中的社群意識成為社區心理學的研究重心，但有許多定義是模糊的而且非理論(Pretty, 1990)。所以，有些學者開始針對社群意識發展實證研究，其中1986年是研究的高峰（賽爾森，1986；夏維斯與佩提，1999）。在心理學研究領域中，McMillan & Chavis(1986)的研究是最具有影響力，並且開創了近來研究的領域先鋒。在McMillan & Chavis (1986)之後，社群意識相關研究皆承襲McMillan & Chavis (1986) 的四大面向，但受到社群性質、社群成熟度以及社群成員的影響，導致研究結果會略有差異。

## 社群意識定義
賽爾森認為，社群心理意識是：「對於其他人有類似的知覺、與其他人交互相依、藉由給予或為其他人做所期望之事而有意願去維持交互相依，並且是一部分較為可靠及穩定的結構的情感」（1974, p.157）。
McMillan & Chavis（1986）則定義社群意識為：「一種成員有著歸屬的情緒、一種成員與他人及團體間關係的情緒，並在成員間分享彼此需求的同時，承諾所帶來的信賴感」。
Gusfield（1975）則指出社群所在的空間（territorial）與成員的關係（relational）的兩個面向。成員的關係面向與關係的性質及品質有關，有些社群甚至無法透過所在的空間來定義。學術研究中甚至有這樣的案例，成員雖散落在世界各個角落，僅透過一些方式維繫著彼此，但成員間的關係卻具有一定的品質。也有僅透過空間來定義的例子，如同你我周遭的鄰里、社區，成員間具有鄰近性並彼此共享一個空間，但成員間的關係卻不一定有品質。所以「關係」仍是關鍵所在。
Riger與Lavrakas（1981）用城市鄰里（urban neighborhoods）問卷的因素分析產生兩個明確的因素，描繪出「社會的特殊關係（social bonding）」及「物理上的根深蒂固（physical rootedness）」兩個概念與Gusfield所提出的有異曲同工之妙。

## 早期發現的成果
早期社群心理意識是基於鄰里關係而理論化，並且發現社群心理意識的關係、更多的參與（greater participation）（Hunter, 1975; Wandersman & Giamartino, 1980）、察覺的安全性（perceived safety）（Doolittle & McDonald, 1978）、社群內能適當地運作（ability to function competently in the community）（Glynn, 1981）、社會的特殊關係（social bonding）（Riger & Lavrakas, 1981）、社會組織（social fabric）（相互人際關係的加強）（Ahlbrandt & Cunningham, 1979）、較強的目的意識與察覺控制（greater sense of purpose and perceived control）（Bachrach & Zautra, 1985）、較多的市民貢獻（仁慈的奉獻與市民參與）（Davidson & Cotter, 1986）。然而這些初期的研究缺乏清楚的概念化架構，而且沒有一個測量方法是基於理論化的社群心理意識的定義。

## McMillan與Chavis主要的理論貢獻
McMillan & Chavis (1986)將社群意識分為四個：會員關係(Membership)、影響力(Influence)、整合與滿足需求(Integration and fulfillment of needs)、分享情感(Shared emotional connections)。

### 會員關係
會員關係是指個人感受到社群內其他成員的共識並接受後，所產生的認同行為。會員關係主要由五個子構面所組成：
1. 邊界（Boundaries）：透過象徵（譬如語言、穿著、儀式）作為成員或非成員的辨識方法。當社群的邊界愈明顯時，非社群成員會較不受到尊重並且容易受到指責及處罰。
2. 情感安全（Emotional safety）：當邊界確立後，成員知覺在社群中的活動與互動是安全的，進而提高個人參與。
3. 個人投入（Personal investment）：成員在金錢以及勞力上的貢獻，進而為促進會員關係，增強社群意識。
4. 歸屬感與認同感（Sense of belonging and identification）：成員感覺自己屬於社群，並且接受社群的價值與象徵。
5. 共有的象徵體系（A common symbol system）：社群的名字、logo、語言、穿著，以及儀式等，這些象徵可促成員間的團結感。

### 影響力
影響力指的是權力的關係，由兩個作用力組成：（1）拉力是指個人為了獲得得權力而加入社群（2）推力則是為了達到社群的團結，透過權力迫使成員順從。McMillan & Chavis 認為「影響力」是社群意識中最重要的因素。

### 整合與滿足需求
這裡所指的需求，不是生活中的必需品，而是指當人們衣食無虞後所產生的其他需求，其中包括個人的價值判斷。整合與滿足需求的意思就是，社群中的人們體認到自己與其他社群成員相互依賴，進而會順從他人的期望(Sarason, 1974: p. 157)。而McMillan(1996)在之後的研究又補充這個概念，社群成員透過互動尋找相似性，已經形成社群的一種動態過程，這也可以形容是一種社會交換。

### 分享情感
與社群成員分享自己的故事。McMillan & Chavis 認為此種互動關係可幫助社群成員間相互瞭解，有助於社群的發展。

### 各因素之間的動態性
McMillan & Chavis（1986）提供以下的例子來描述這些因素的動態性（p.16）：
某人張貼一張有關校內宿舍棒球隊的公告在宿舍的公佈欄上。大家即使彼此為陌生人，但會因為個人的需求（整合與滿足需求）仍可能參加此種有組織的聚會。這個隊伍的形成是由宿舍的舍友而產生（會員的邊界），而且會花時間參與練習（接觸的假設）。他們參與比賽並且贏球（分享成功勝利的活動）。隊員在比賽時候會對於他們的隊伍盡力求勝（個人在團體上的投資）。一旦隊伍持續贏球，隊員會有認同及喜悅（增加榮譽以及地位提升）。某人則會提議隊員一起購買適合的隊衣及鞋子（共同的符號），並且隊員會彼此認同共同去做（影響力）。

## 社群意識相關研究
| 作者                       | 社群意識的面向                                                   | 研究對象       |
| -------------------------- | ---------------------------------------------------------------- | -------------- |
| McMillan & Chavis (1986)   | 會員關係，影響力，整合與滿足需求，分享情感                       | 一般社群       |
| McMillan (1996)            | 精神，信任，交換，藝術                                           | 成熟的社群     |
| Rovai (2002a)              | 精神，信任，互動，共同性                                         | 虛擬學習型社群 |
| Rovai (2002b)              | 凝聚力、價值與目標分享                                           | 虛擬學習型社群 |
| Blanchard & Markus (2004)  | 成員關係（相互認同，歸屬感，社群象徵），整合與滿足需求，情感分享 | 線上的虛擬社群 |
| Kim, Lee & Hiemstra (2004) | 成員關係的認同，影響關係，整合與滿足需求，情感分享               | 旅遊的新聞群組 |
| 曾淑芬等 (1999)            | 參與感，歸屬感，團結感，包容感                                   | 線上的虛擬社群 |
| Burroughs & Eby (1998)     | 支持，情感安全，歸屬感，精神象徵，團隊熟悉度，誠懇的互動         | 工作團隊       |
| 陳家維 (2006)              | 會員關係，整合與滿足需求，分享行為                               | 線上的虛擬社群 |